# Yves Citton
Ne doit pas être confondu avec Yves Chiron.
Yves Citton, né le 30 septembre 1962 à Genève, est un théoricien de la littérature, un chercheur, un philosophe et un essayiste. Il est professeur de littérature à l'Université Paris-VIII. Il est l’auteur de livres et d'articles consacrés à l’imaginaire politique de la modernité occidentale, se situant généralement à l’articulation entre une lecture des textes du XVIIIe siècle et des questions de philosophie politique contemporaine. Il est directeur exécutif de l'École universitaire de recherche ArTeC entre 2018 et 2021.

## Biographie
Né en 1962 à Genève, Yves Citton fait ses études à l'université de cette ville, notamment auprès des animateurs du groupe de critiques littéraires et philosophes appelé l'École de Genève.
Il enseigne à l’université de Pittsburgh de 1992 à 2003, à l'université Yale en 1988-1989 et à l’université de Genève de 1987 à 1992. Il enseigne ensuite la littérature française à l'Université Grenoble-III puis à l'Université Paris-VIII.
Il est membre de l'unité de recherche LIRE du CNRS, du comité et du secrétariat de rédaction de la revue Multitudes, du secrétariat de rédaction de la revue Dix-Huitième Siècle, animateur de l’émission hebdomadaire Zazirocratie (free jazz et indie rock) sur Radio Campus Grenoble et un critique aux mardis littéraires. Avec Laurent Bove et Frédéric Lordon, il lance, en 2006, la collection « Caute ! » aux Éditions Amsterdam.
Après des travaux consacrés à l’histoire du discours économique, ses recherches le dirigent vers l’étude de l’imaginaire spinoziste des Lumières, ainsi que vers la théorie littéraire, mais aussi vers le jazz,, la prestidigitation, le lépidoptérisme, l’économie des affects, le pouvoir de scénarisation et différents auteurs.

## Exemples de travaux

### Impuissances
Le point de départ du livre Impuissances : défaillances masculines et pouvoir politique de Montaigne à Stendhal est l’interrogation des discours (émis en France) sur l’impuissance sexuelle et cela dès le début de l’époque moderne jusqu’en 1830. L’auteur prend notamment des exemples extraits des œuvres de Montaigne, Crébillon fils, Stendhal. Chez La Freyne du Pataquet, il discerne l'effort pour maintenir ("main-tenir" en graphie derridienne) une virilité défaillante. À son point d’arrivée, Yves Citton présente une mise en perspective du sentiment d’impuissance politique qui obsède les sociétés occidentales en cette fin du XXe siècle.

### Portrait de l’économiste en physiocrate
Dans Portrait de l’économiste en physiocrate : critique littéraire de l’économie politique, Yves Citton cherche à saisir le fonctionnement de l'économie, puisqu'elle a un rôle prépondérant dans l’imaginaire politique de notre siècle. Comprendre ce rôle exige qu’on le resitue dans le contexte historique de sa naissance. Les différents chapitres, qui constituent cet ouvrage, présentent ainsi aux lecteurs les débats émanant de l’émergence du concept d'économie politique dans la France des années 1760-1780.

### L'envers de la liberté
Le livre L'envers de la liberté : l’invention d’un imaginaire spinoziste dans la France des Lumières, pose la question de savoir ce qu’est cette liberté à laquelle nos sociétés modernes – « libérales » – font si souvent référence. Que penser des « préférences » des électeurs et des consommateurs, dans un monde baigné de conditionnements publicitaires et médiatiques ? Le livre invite à réévaluer de telles questions à partir d’un double décalage. Un décalage conceptuel, qui approche la liberté à partir de son envers : le déterminisme. Un décalage temporel, qui recadre les problématiques « libérales » dans le contexte de leur émergence historique à l’époque des Lumières. Pour définir les bases d’une liberté qui ne s’aveugle pas aux conditionnements naturels et sociaux, l’ouvrage se propose d’explorer la tradition de pensée qui a été tenue pour l’ennemi le plus radical du libre arbitre, le spinozisme, tel qu’il s’est développé en France entre 1670 et 1790.
D’où une seconde ligne de questionnement, parallèle à la première : qu’est-ce donc que ce spinozisme des Lumières qu’évoquent tant d’études dix-huitiémistes sans véritablement préciser à quelle réalité elles font référence ? Le livre pose le problème non en termes d’influence de Spinoza sur les philosophes, mais en termes de réinventions permanentes, que les découvertes scientifiques, les urgences politiques, le goût du scandale ou le génie singulier des écrivains font résonner avec le cadre général posé par l’Éthique. L'ouvrage propose une reconstruction méthodique de l’ensemble du système spinoziste, depuis ses fondements métaphysiques jusqu’à ses conséquences esthétiques, en passant par ses implications épistémologiques, psychologiques, éthiques et politiques.
Cet ouvrage a reçu le prix Rhône-Alpes du livre dans la collection « essais » en 2007.

### Lire, interpréter, actualiser
Lire, interpréter, actualiser : pourquoi les études littéraires ? part de la réfutation d’une déclaration de Nicolas Sarkozy et se confronte à cette interrogation de savoir « Pourquoi étudier aujourd’hui des textes littéraires rédigés il y a plusieurs siècles ? Pour quoi faire ? ». Le livre s'efforce de répondre à cette question en proposant un plaidoyer pour les lectures actualisantes, qui cherchent dans les textes d’hier de quoi faire réfléchir sur les problèmes d’aujourd’hui et de demain. Il s'agit par là de contribuer au développement d'une herméneutique pour le temps présent.

## Publications

### Ouvrages
- Impuissances. Défaillances masculines et pouvoir politique de Montaigne à Stendhal, Paris, Aubier, 1994, 418 p.   (ISBN 2-7007-1664-7)[4].
- Portrait de l'économiste en physiocrate. Critique littéraire de l'économie politique, Paris, L'Harmattan, 2001, 348 p.   (ISBN 2-7384-9996-1)[5].
- L'Envers de la liberté. L'invention d'un imaginaire spinoziste dans la France des Lumières, Paris, Éditions Amsterdam, 2006, 585 p.   (ISBN 2-915547-26-2)[6].
- Lire, interpréter, actualiser. Pourquoi les études littéraires ?, Préface de François Cusset, Paris, Éditions Amsterdam, 2007, 364 p.   (ISBN 978-2-35480-004-8). Introduction en-ligne[8].
- Mythocratie. Storytelling et imaginaire de gauche, Paris, Éditions Amsterdam, 2010  (ISBN 978-2-35480-067-3)[9].
- L'avenir des humanités, Paris, Éditions La Découverte, 2010[10].
- Renverser l'insoutenable, Éditions du Seuil, 2012[11].
- Gestes d'humanités. Anthropologie sauvage de nos expériences esthétiques, Paris, Armand Colin, coll. « Le temps des idées », 2012[12].
- Pour une écologie de l'attention, Paris, Éditions du Seuil, coll. « Le temps des idées », 2014[1],[13],[14].
- Médiarchie, Paris, Éditions du Seuil, 2017[1].
- Contre-courants politiques, Paris, Fayard, 2018,  (ISBN 9782213710228)
- Faire avec : Conflits, coalitions, contagions, Paris, Les Liens qui Libèrent, coll. « Trans », 2021, 141 p. (ISBN 9791020909619).
- Altermodernités des Lumières, Paris, Seuil, 2022, 340 p.  (ISBN 9782021424041)
- La Machine à Faire Gagner les Droites, Paris, AOC, 2024, 228 p. (ISBN 9782492542220)

### Ouvrages collectifs
- Les Frontières littéraires de l’économie XVIIe – XIXe siècles, avec Martial Poirson et Christian Biet, Desjonqueres, août 2008  (ISBN 2843211085).
- Spinoza et les sciences sociales : de la puissance de la multitude à l’économie politique des affects, coéditeur avec Frédéric Lordon, Paris, Éditions Amsterdam, 2008  (ISBN 978-2-35480-014-7).
- Mémoires secrets (dits de Bachaumont), vol. IV (1768-1769), dans le cadre de l’édition scientifique dirigée par Suzanne Cornand et Christophe Cave, Champion, 2007.
- Les Doctrines orthographiques du XVIe siècle en France (en collaboration avec André Wyss), Genève, Droz, 1989, 157 p.
- Technologies de l'enchantement, Pour une histoire multidisciplinaire de l'illusion, avec Angela Braito, éd. Le Comptoir des Presses d’universités, 2014.
- Politiques d'Uz, Vivacité critiques du réel, sous la direction de Julie Denouël et Fabien Granjon, Éditions du commun, 2018.
- Entretien avec Saul Alinsky - Organisation communautaire et radicalité - Mars 1972 - Préface d'Yves Citton, Éditions du commun, 2018  (ISBN 979-10-95630-16-6)
- Générations collapsonautes : naviguer par temps d’effondrements, avec Jacopo Rasmi, Éditions du Seuil, 2020  (ISBN 9782021447408)[15],[16].